# 法布里齐奥·多纳托
法布里齐奥·多纳托（義大利語：Fabrizio Donato，1976年8月14日—），意大利男子田径运动员，主攻三级跳远。他曾代表意大利参加2000年、2004年、2008年、2012年和2016年夏季奥林匹克运动会田径比赛，获得一枚铜牌。